# Пшемент (Великопольське воєводство)
Пшемент (пол. Przemęt) — село в Польщі, у гміні Пшемент Вольштинського повіту Великопольського воєводства.
Населення — 1612 осіб (2011).
У 1975-1998 роках село належало до Лешненського воєводства.

## Демографія
Демографічна структура станом на 31 березня 2011 року:
|          | Загалом | Допрацездатний вік | Працездатний вік | Постпрацездатний вік |
| -------- | ------- | ------------------ | ---------------- | -------------------- |
| Чоловіки | 803     | 171                | 560              | 72                   |
| Жінки    | 809     | 172                | 502              | 135                  |
| Разом    | 1612    | 343                | 1062             | 207                  |